# Судебное преследование Алексея Навального

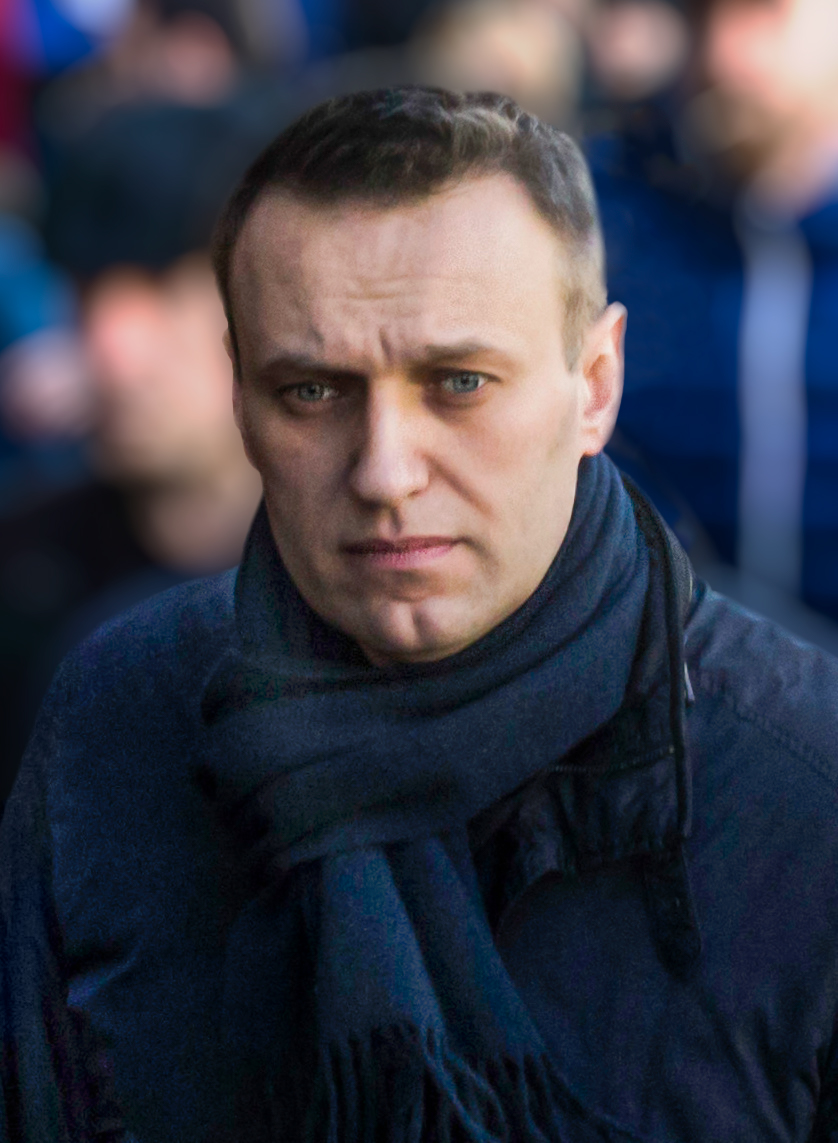
Алексей Навальный в 2017 году

С начала 2010-х годов российский политический деятель Алексей Навальный проходил обвиняемым, свидетелем и подследственным по ряду уголовных, административных и арбитражных дел.
По ряду дел были вынесены и вступили в силу обвинительные приговоры, в соответствии с которыми Навальный находился в заключении. В частности, после своего задержания в 2021 году он так и не вышел на свободу до своей смерти в 2024 году.

## Арест
20 февраля 2015 года Навальный был подвергнут административному аресту на 15 суток за несанкционированную агитацию в метро.

## Уголовные дела

### Приведшие к лишению свободы

#### Дело «Ив Роше»
14 декабря 2012 года Следственный комитет России разместил на своём сайте информацию о том, что в отношении Алексея Навального и его брата Олега Навального возбуждено уголовное дело по факту совершения преступлений, предусмотренных ч. 4 ст. 159, п.п. «а», «б» ч. 2 ст. 174.1 УК РФ (мошенничество, совершённое организованной группой в особо крупном размере и легализация денежных средств, приобретённых в результате совершения преступления, группой лиц по предварительному сговору и с использованием своего служебного положения).
По версии следователей, Навальным была создана фирма ООО «Главное подписное агентство», с которой весной 2008 года неназванная торговая компания заключила договор на осуществление грузовых перевозок почты. Как утверждает следствие, договор был заключён при участии Олега Навального, работавшего в то время руководителем Департамента внутренних почтовых отправлений филиала ФГУП «Почта России» — Автоматизированные сортировочные центры, который убедил руководителей компании заключить договор по заведомо завышенной стоимости. При этом «Главное подписное агентство» не имело собственной материальной базы для осуществления перевозок, и фактически ими занималось другое предприятие, которым руководил знакомый Олега Навального. Позже стало известно, что уголовное дело на братьев Алексея и Олега Навальных было возбуждено по заявлению руководителя российского подразделения косметической компании «Yves Rocher» Бруно Лепру. Его заявление на имя главы СКР Александра Бастрыкина поступило в СК 10 декабря, и в этот же день материалы уголовного дела были вынесены в отдельное производство.
Согласно сведениям СК РФ, в общей сложности на счёт «Главного подписного агентства» было перечислено 55 млн рублей при реальной стоимости услуг 31 млн рублей. Большая часть этой суммы была, по мнению следствия, потрачена братьями Навальными на собственные нужды, а более 19 млн рублей были легализованы Навальными путём заключения фиктивных договоров с «Кобяковской фабрикой по лозоплетению», учредителями которой являлись в том числе сами братья Навальные.
Сам Навальный назвал выдвинутые обвинения «полным бредом», а возбуждённое дело — «виртуальным». В свою очередь мать Алексея Навального Людмила заявила, что считает действия Следственного комитета попыткой давления на семью и попыткой не дать возможности её сыну участвовать в акции оппозиции 15 декабря.
6 мая 2013 года Мосгорсуд отменил решение Басманного суда о признании законным возбуждения уголовного дела против оппозиционера Алексея Навального и его брата Олега, отправив на повторное рассмотрение жалобу о его законности.
В августе 2014 года правозащитное общество «Мемориал» включило Алексея Навального в список политзаключённых в связи с его помещением под домашний арест по делу о мошенничестве в отношении «Ив Роше», в котором, по мнению правозащитников, есть политические мотивы.
Дело рассматривала судья Замоскворецкого суда Елена Коробченко. 19 декабря 2014 года прокуратура потребовала 10 лет лишения свободы. В последнем слове на суде Навальный отверг предъявленные ему обвинения. Вынесение приговора ожидалось 15 января 2015 года (в этот же день предлагалось провести Народный сход в поддержку Навального), но затем неожиданно было перенесено на более ранний срок. 30 декабря 2014 года суд огласил резолютивную часть приговора: Олега Навального приговорили к 3,5 годам колонии общего режима, Алексею Навальному дали 3,5 года условно. Братья должны выплатить более 4 млн рублей компании МПК, кроме того, каждый из них был приговорён к штрафу в 500 тыс. рублей.
По мнению профессора социологии права Вадима Волкова, «дело братьев Навальных» показало юридическую уязвимость предпринимателей в России и, наряду с другими «заказными политическими делами», снизило уровень доверия к судебной системе России. Опрошенные изданием РБК эксперты выразили мнение, что реальный срок Навальному стал бы сигналом предпринимателям, что вести бизнес в России опасно.
8 октября 2015 года Навальному ограничили право выезжать за рубеж из-за того, что он не погасил в должный срок долг в размере 4,5 млн рублей (по словам адвоката Кобзева, Навальный выплатил 3 млн рублей). Представитель УФССП России по Москве Тимур Коробицын сообщил, что «в Управлении Федеральной службы судебных приставов по Москве ведётся исполнительное производство о взыскании солидарной задолженности с Алексея и Олега Навальных в размере более 4 млн 490 тыс. рублей в пользу ООО „Многопрофильная Процессинговая Компания“».
17 октября 2017 года ЕСПЧ постановил, что дело о мошенничестве против Алексея и Олега Навальных по жалобе компании «Ив Роше Восток» было рассмотрено в России с нарушением права на справедливый суд. Суд пришёл к выводу, что приговор был произвольным и необоснованным. По решению ЕСПЧ, Россия должна выплатить братьям Навальным больше 80 тысяч евро (€76 тыс. и 460 тыс. руб. (€6,8 тыс.)). ЕСПЧ отказался рассматривать дело «Ив Роше» как политическое. При этом трое судей ЕСПЧ — Дмитрий Дедов, Хэлен Келлер и Георгиос Сергидес — выразили мнение, что необходимо было рассмотреть возможную политическую подоплёку дела.
25 апреля 2018 года Президиум Верховного суда России отказался отменить приговор братьям Навальным по делу «Ив Роше» и постановил возобновить дело для рассмотрения новых обстоятельств.
В июле 2018 года Алексей Навальный получил более 4 миллионов рублей от Правительства России в качестве компенсации за дело «Ив Роше».
9 апреля 2019 года Европейский суд по правам человека признал, что домашний арест Алексея Навального по делу «Ив Роше» был незаконным и политически мотивированным. Суд обязал Россию выплатить политику Алексею Навальному €20 000 в качестве компенсации морального вреда и оплатить его судебные расходы на сумму €2665.
Итоговый срок
2 февраля 2021 года, вопреки решению ЕСПЧ, Алексею Навального по делу «Ив Роше» заменили условный срок на реальный длительностью 3,5 года. С учётом уже отбытого им под домашним арестом, срок заключения в колонии общего режима составит 2 года и 8 месяцев. Дело рассматривала судья Симоновского районного суда города Москвы Наталия Владимировна Репникова.

#### Дело о расходовании пожертвований
29 декабря 2020 года Следственный комитет сообщил о возбуждении уголовного дела против Навального по ч. 4 ст. 159 УК РФ (мошенничество в особо крупном размере) о якобы имевшем место нецелевом расходовании части пожертвований, сделанных ряду некоммерческих организаций (в том числе ФБК), на сумму более 356 млн рублей (из общей суммы 588 млн рублей собранных средств), которые Навальный якобы израсходовал на «приобретение личного имущества, материальных ценностей и оплату расходов (в том числе отдыха за границей)».
В тот же день Русская служба Би-би-си опубликовала результаты собственной проверки расходов фондов, контролируемых Навальным. По данным ФНС и Росстата, фонды, упомянутые в заявлении СК, с 2015 года получили в виде добровольных взносов и пожертвований не менее 650,5 млн рублей. В то же время их общие расходы за тот же период составили более 600 млн рублей, из которых не менее 116 млн рублей ушло на аппаратные расходы (зарплату сотрудников, командировки и содержание помещений) и не менее 340,4 млн рублей — на целевые расходы (проведение расследований, организацию работы штабов и кампании). При этом последняя цифра примерно равна сумме, которую, по версии СК, Навальный якобы истратил на собственное обогащение.
Навальный и его пресс-секретарь Кира Ярмыш связали новое уголовное преследование с неудавшимся отравлением Навального, а также с собственным расследованием этого отравления. Также Навальный не раз заявлял, что не получает заработной платы в ФБК, а получает доход от иной юридической деятельности.
Глава сети региональных штабов Навального Леонид Волков в ответ на возбуждение дела заявил, что ФБК и сеть штабов Навального раз в год публично отчитываются обо всех пожертвованиях перед жертвователями, а также перед Минюстом. Волков считает, что дело придумано ради того, чтобы Навальный не вернулся в Россию.
Юрист ФБК Любовь Соболь считает данное уголовное дело сфабрикованным, политически мотивированным (с целью запугать Навального и не дать ему вернуться в Россию) и не имеющим ничего общего с действительностью, а сумму — произвольной. Соболь считает это дело аналогичным возбуждённому в 2019 году на фоне выборов в Мосгордуму, в котором ФБК обвинялся в якобы отмывании миллиарда рублей, однако не зашедшем дальше проверки. Соболь также отметила, что все отчёты о расходовании средств ежегодно направляются в Минюст и публикуются в открытом доступе.

##### Связанное дело об оскорблении судьи
Следственный комитет России возбудил в отношении Навального уголовное дело об оскорблении судьи РФ Веры Акимовой, которая вела процесс по делу об оскорблении ветерана Великой Отечественной войны Игната Артёменко.
1 декабря 2021 года Басманный суд Москвы признал законным возбуждение уголовного дела о неуважении к суду (ст. 297 УК РФ) в отношении Алексея Навального.
Итоговый срок
22 марта 2022 года Лефортовский суд Москвы приговорил к девяти годам колонии строгого режима Алексея Навального по делу о мошенничестве и оскорблении судьи Веры Акимовой и обязал выплатить штраф 1,2 млн руб. Обвинение запрашивало для Навального 13 лет колонии. Осужденный вины не признал. Защита обещала обжаловать приговор. Дело слушалось в колонии Владимирской области, где Навальный отбывает срок по делу «Ив Роше».

#### Дело о создании экстремистского сообщества
В сентябре 2021 года Следственный комитет России возбудил уголовное дело по ч. 1 ст. 282.1 УК РФ (создание и руководство экстремистским сообществом) в отношении А. Навального, Л. Волкова, И. Жданова и иных лиц и по ч. 2 ст. 282.1 УК РФ (участие в экстремистском сообществе) в отношении Л. Соболь, Г. Албурова, Р. Шаведдинова, В. Гимади, П. Зеленского, Р. Мулюкова и иных лиц.
25 января 2022 года федеральная служба России по финансовому мониторингу (Росфинмониторинг) внесла Алексея Навального в перечень организаций и физических лиц, в отношении которых имеются сведения об их причастности к экстремистской деятельности или терроризму.
Итоговый срок
Алексею Навальному было предъявлено обвинение в организации «экстремистского сообщества» и ещё по нескольким статьям Уголовного кодекса России. В августе 2023 года он был приговорён к 19 годам заключения в колонии особого режима. По тому же делу был приговорён к лишению свободы соратник Навального Даниэль Холодный. Российские правозащитники и многие иностранные политики осудили приговор как несправдливый и политически мотивированный.

### Другие

#### Уголовное дело, возбуждённые во время нахождения в заключении
По сообщению самого Алексея Навального, в 2023 году Следственный комитет возбудил в отношении него новое уголовное дело по ч. 2 ст. 214 Уголовного кодекса — это статья «Вандализм».

#### Дело «Кировлеса»
Доследственная проверка в отношении Навального по фактам возможного причинения ущерба кировскому государственному предприятию «Кировлес» началась в августе 2009 года. Инициатором расследования стал Сергей Карнаухов — тогдашний вице-губернатор Кировской области по безопасности и борьбе с коррупцией.

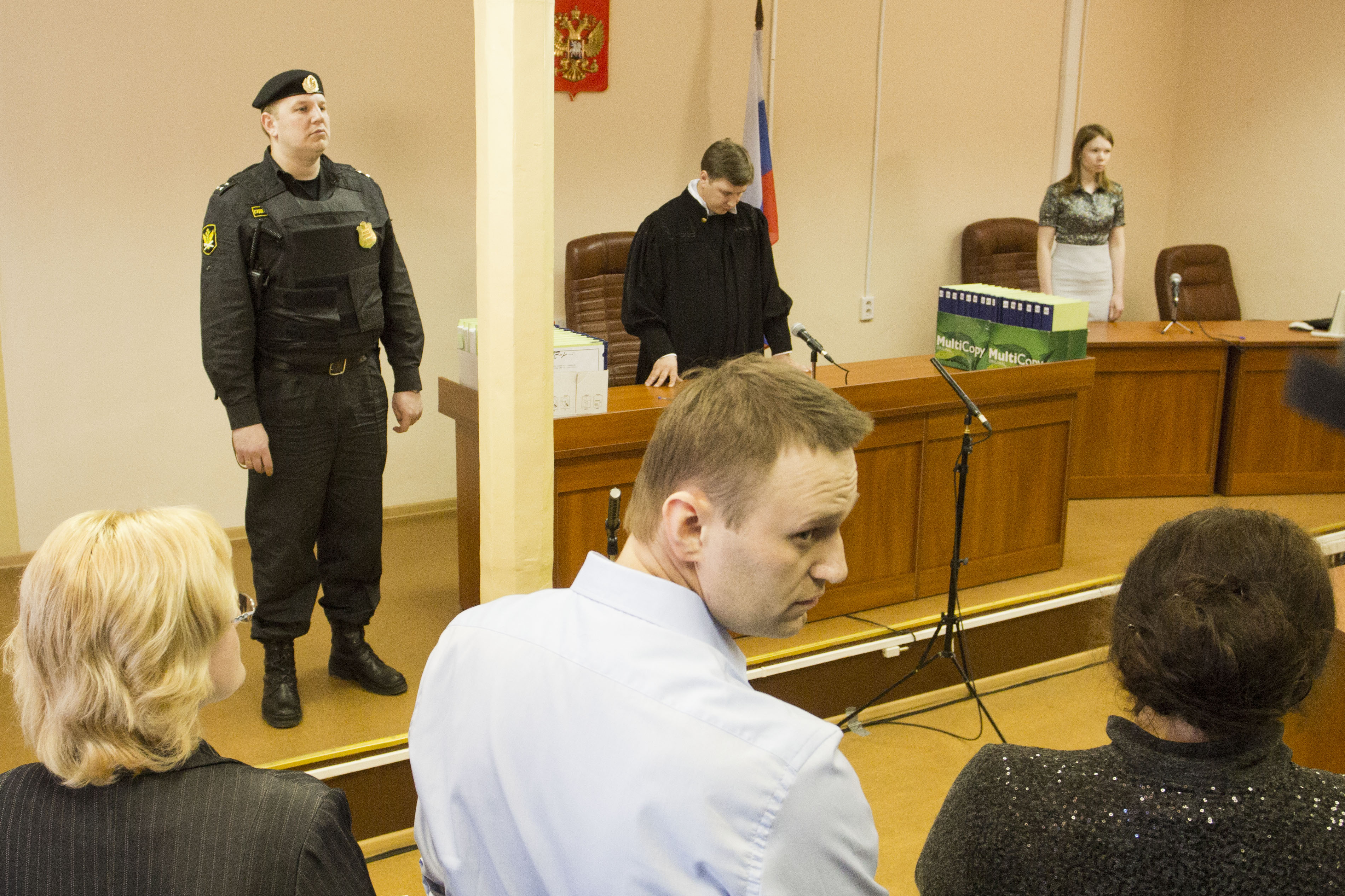
Навальный в здании суда на процессе «Кировлеса»

В мае 2011 года стало известно, что в отношении Навального было возбуждено уголовное дело по статье 165 УК РФ («причинение имущественного ущерба путём обмана или злоупотребления доверием при отсутствии признаков хищения»). По версии следствия, Навальный ввёл в заблуждение директора ГУП «Кировлес» Вячеслава Опалева, склонив его к заключению невыгодного контракта. Навальный представился советником губернатора Кировской области Никиты Белых, хотя на тот момент он уже не являлся таковым, и обещал Опалеву поддержку со стороны властей региона. Сумма нанесённого предприятию ущерба оценивалась в 1,3 млн рублей.
Дело было прекращено 10 апреля 2012 года за отсутствием состава преступления, однако снова возобновлено по распоряжению руководства Следственного комитета России 29 мая 2012 года. 2 июля 2012 года был опубликован фрагмент переписки Навального, на основании которого был направлен запрос в Генпрокуратуру, а Дума взяла проверку информации под свой контроль. 31 июля 2012 года Навальному были предъявлены обвинения по ч. 3 ст. 33, ч. 4 ст. 160 УК РФ (организация растраты чужого имущества в особо крупном размере).
В январе 2013 года Главное следственное управление СК РФ завершило следствие в отношении Навального по делу «Кировлеса». В окончательной версии обвинение стало выглядеть следующим образом. Навальный вместе со своими сообщниками создал «Вятскую лесную компанию», сыгравшую роль «фирмы-прокладки» между государственным предприятием «Кировлес» и конечными получателями лесопродукции «Кировлеса». При этом «ВЛК» закупала у «Кировлеса» лесопродукцию по явно заниженным ценам, а конечным потребителям продавала по рыночным, нанося тем самым ущерб «Кировлесу». Данные действия являлись хищением принадлежащей «Кировлесу» лесопродукции в особо крупных размерах, совершённым путём растраты. Навальный, по мнению гособвинения, был организатором данного преступления.
Обвинения против Навального строились на показаниях бывшего директора «Кировлеса», Вячеслава Опалева, который на другом процессе признал себя виновным в хищении и заключил досудебное соглашение, поэтому рассмотрение его дела прошло без изучения доказательств. В решении суда по делу Опалева говорилось, что Навальный вынудил «Кировлес» заключить заведомо невыгодный контракт. На суде Навального и Офицерова показания Опалева легли в основу дела, и, несмотря на возражения адвокатов, суд признал слова Опалева заслуживающими доверия.
По мнению защиты обвиняемых, «ВЛК» являлась обычной фирмой, которая занималась легальной торговлей лесопродукцией. Закупка лесопродукции у «Кировлеса» со стороны «ВЛК» производилась по рыночным ценам. Соответственно Навальный не совершал тех преступлений, которые ему инкриминируют. Следствие по делу, по мнению защиты, использовало неправомерное, расширительное толкование ст. 160 УК РФ («Присвоение или растрата»).
19 марта 2013 года Следственный комитет передал в Генеральную прокуратуру уголовное дело о хищении в «Кировлесе», и к 20 марта все 29 томов дела были проверены и переданы в суд Ленинского района Кировской области. 17 апреля 2013 года начался судебный процесс по делу, который ведёт судья Сергей Блинов. На первом заседании адвокаты обвиняемых подали ходатайство о переносе суда на месяц по причине входа в процесс дополнительного адвоката и необходимости ознакомиться со всеми 29 томами дела. Судья Сергей Блинов перенёс заседание на неделю — до 24 апреля.
5 июля Навальный выступил в суде с последним словом. 18 июля оглашён приговор: 5 лет колонии общего режима и штраф в размере 500 тысяч рублей. Судья изменил Навальному меру пресечения до момента вступления приговора в законную силу и Навальный взят под стражу в зале суда и отправлен в СИЗО. Только после вступления приговора в силу (после обжалования) Навальный мог быть снят с выборов мэра Москвы и отправлен в колонию.
Приговор Навальному получил значительный общественный резонанс. С осуждением приговора выступили представители ряда стран мира, включая США и Германию. Открывшийся в этот день российский рынок акций после оглашения приговора Алексею Навальному, заключённому под стражу прямо в зале суда, снизился на 20 пунктов (однако, уже на следующий день он почти полностью отыграл это падение).

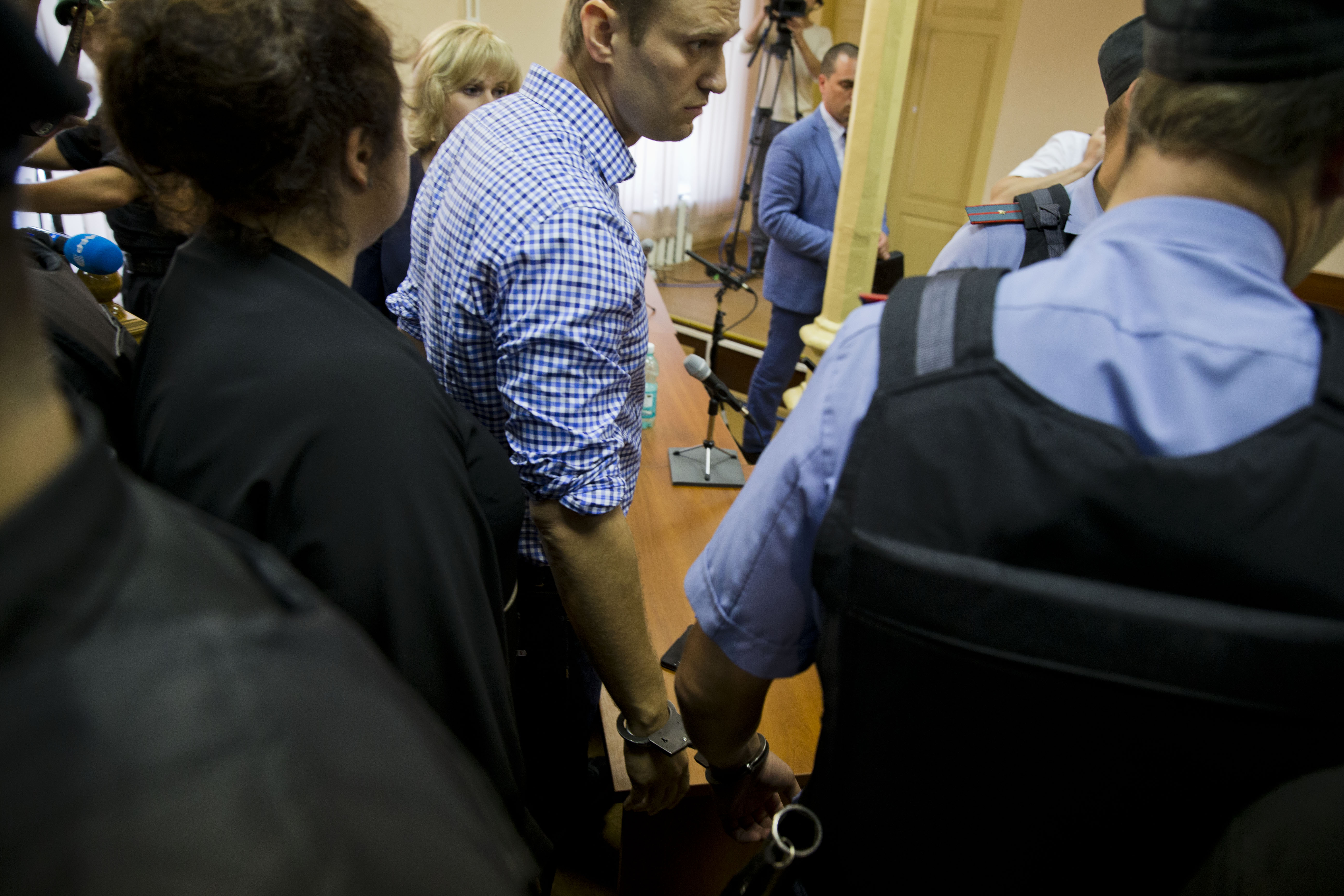
Навального берут под стражу в зале суда после обвинительного приговора

18 июля 2013 года в Москве, Санкт-Петербурге и примерно в 20 других городах прошли «народные сходы» против ареста Алексея Навального и Петра Офицерова. В Москве собралось, по разным данным, от 4 до 20 тысяч человек. Манежная (где намечался сход) и Красная площади были перекрыты полицией, поэтому протестовавшие заполнили тротуары ближайших улиц: Охотного ряда от Манежной до Театральной площади и Тверской улицы от пересечения с Охотным рядом до здания мэрии. В Москве полиция задержала 194 человека, в Петербурге — 59.
Вечером в день вынесения приговора стало известно, что прокуратура не требовала брать Навального под стражу в зале суда и будет обжаловать приговор в этой части. На следующий день вышестоящим судом Навальный был временно освобождён под подписку до вступления приговора в законную силу.
Экономист Сергей Гуриев рассказал, что ещё до приговора ему сообщили информацию о том, что Навальный получит большой тюремный срок, а против тех, кто его публично поддерживал, будут проведены «спецоперации». Он сообщил об этом Навальному, но Навальный ответил, что «будет продолжать делать то, что должен». Гуриев подверг приговор резкой критике, заявив, что «каждый, кто ознакомился с делом „Кировлеса“, знает, что справедливый приговор может быть только оправдательным».
16 октября 2013 года Кировский областной суд изменил обвинительный приговор, назначив Навальному условный срок. Приговор вступил в законную силу. В течение условного срока Навальный, в соответствии с законом, не смог принять участие в выборах.
По мнению ряда иностранных и оппозиционных российских СМИ, общественных и политических деятелей, юристов и правозащитников, обвинения против фигурантов по делу «Кировлеса» являются несостоятельными, а само дело — показательным политическим процессом. Официальные представители российских властей, отдельные политики и политологи, а также некоторые юристы считают обвинения в адрес фигурантов дела обоснованными, а дело — не политическим.
23 февраля 2016 года Европейский суд по правам человека опубликовал решение о нарушении прав Алексея Навального и Петра Офицерова на справедливое судебное разбирательство и на обоснованное наказание по делу «Кировлеса». Суды РФ отказались исследовать заявления Алексея Навального и доказательство того, что уголовное преследование было политически мотивированным, указал ЕСПЧ. Нарушением прав Навального и Офицерова было признано также, что суд рассматривал раздельно дела в отношении Навального и Офицерова и в отношении экс-главы «Кировлес» Опалева и не отнёсся критически к показаниям последнего. В решении ЕСПЧ было особо отмечено, что расследование дела было возобновлено по прямому указанию главы СКР Александра Бастрыкина, у которого Навальный нашёл вид на жительство и бизнес в Чехии. ЕСПЧ признал, что Навальному и Офицерову инкриминировались действия, неотличимые от обычной коммерческой деятельности. Решение ЕСПЧ в части установления фактов нарушений было принято судьями единогласно, в том числе поддержано представителем от России — Дмитрием Дедовым.
16 ноября 2016 года Верховный суд РФ отменил приговор по делу «Кировлеса» и отправил дело на новое рассмотрение. 5 декабря 2016 года в Ленинском районном суде города Кирова началось новое рассмотрение дела «Кировлеса».
14 декабря 2016 года апелляционная инстанция Мосгорсуда отменила решение Никулинского суда Москвы о взыскании 16 млн рублей по делу о растрате имущества «Кировлеса».
Итоговый условной срок
8 февраля 2017 года Ленинский районный суд Кирова повторно приговорил Навального и Офицерова к 5 и 4 годам заключения условно. Навальный отметил, что приговор суда дословно повторяет старый, вынесенный в 2013 году, и заявил о планах обжаловать приговор и добиться его отмены в ЕСПЧ и Верховном суде. 3 марта на приговор была подана апелляция в Кировский областной суд. На заседании 15 марта 2017 суд не стал рассматривать жалобу по существу, а вернул дело в районный суд для устранения процессуальных нарушений. На следующем заседании, которое состоялось 3 мая, суд подтвердил вынесенный ранее приговор. Защита Навального вновь подтвердила намерение обжаловать приговор в ЕСПЧ. 22 ноября 2017 года Навальный сообщил, что 13 ноября подал в ЕСПЧ жалобу на второй приговор.
Гражданский иск
31 июля 2015 года «Кировлес» выступил с гражданским иском против Навального. Компания требовала возместить ей ущерб в размере 16 165 826 рублей, несмотря на то, что приговором по «делу Кировлеса» было подтверждено, что Навальный и Офицеров уже выплатили компании 14,8 млн рублей. Суд первой инстанции удовлетворил иск «Кировлеса» за один день. На момент февраля 2016 года в Московском городском суде рассматривается апелляция по этому гражданскому иску. 18 июля 2017 года Никулинский районный суд Москвы частично удовлетворил гражданский иск «Кировлеса», обязав Алексея Навального, Петра Офицерова и Вячеслава Опалева выплатить компании 2,1 млн рублей.

#### Дело о клевете в адрес ветерана
2 июня 2020 года телеканал RT выпустил агитационный видеоролик за поправки в Конституцию, в котором среди прочих участников видеоролика был ветеран Великой Отечественной войны Игнат Артёменко. Почти сразу после публикации видеоролика Алексей Навальный раскритиковал кампанию, написав в своём твиттере: «Вот они, голубчики. Надо признать, что пока команда продажных холуев выглядит слабовато. Посмотрите на них: это позор страны. Люди без совести. Предатели». В результате Следственный комитет России возбудил в отношении Навального отдельное уголовное дело об оскорблении судьи РФ Веры Акимовой, проведшей процесс.
15 июня 2020 года Следственный комитет возбудил против Навального уголовное дело по статье 128.1 УК РФ («Клевета»), поскольку, по версии следствия, Навальный постом в твиттере публично оклеветал Игната Артёменко. Дело было возбуждено не по заявлению ветерана и его семьи, а на основании рапорта оперативного сотрудника. Дело вели 15 следователей, из них 4 — по особо важным делам.
Слушания прошли в выездном режиме в Бабушкинском районном суде Москвы 5, 12 и 16 февраля 2021 года, дело вела судья Вера Акимова. На конец второго дня эксперты не нашли клеветы в словах Навального, поскольку, по их мнению, Навальный высказывал о ветеране не сведения, а свои оценочные суждения.
Итоговый штраф
20 февраля Навальный был приговорён к штрафу 850 тыс. рублей (при этом сторона обвинения запрашивала штраф 950 тыс. рублей) в доход бюджета. 1 декабря 2021 года адвокат Алексея Навального подал кассационную жалобу на приговор.

## Попытки возбуждения уголовных дел

### Логотип «РосПила»
Изображение двуглавого орла с двумя пилами в лапах на логотипе проекта «РосПил» стало причиной заявлений в правоохранительные органы о предполагаемом надругательстве над гербом России. В 2010 заявление в милицию было направлено жителем Пензы, в возбуждении уголовного дела было отказано за отсутствием события преступления. В 2011 году аналогичное заявление в Генпрокуратуру РФ было направлено депутатом Госдумы РФ от «Единой России».

### Дело фирмы «Аллект»
24 декабря 2012 года Следственный комитет России разместил на своём сайте информацию о том, что в отдельное производство выделены материалы о хищении в 2007 году возглавляемой Навальным компанией «Аллект» денежных средств, принадлежащих политической партии «Союз правых сил», в связи с чем было возбуждено уголовное дело по признакам преступления, предусмотренного ч. 4 ст. 159 УК РФ (мошенничество).
По данным следствия, в апреле 2007 года между политической партией «Союз правых сил» и компанией «Аллект» был заключён договор на оказание рекламных услуг. В общей сложности от политической партии на расчётный счёт компании «Аллект» по договору поступило около 100 млн рублей. В свою очередь компания «Аллект» перечисляла полученные денежные средства на счета фирм, большая часть из которых имела признаки лжепредприятий или так называемых фирм-однодневок.
Сам Навальный обвинения отверг, утверждая, что следователи просто придумали цифру в 100 миллионов, и к реальности она отношения не имеет. Руководитель СПС в 2007 году Никита Белых также отрицает факт хищения партийных денег фирмой «Аллект».
Обвинение никому не было предъявлено.

### Обвинение в незаконном получении адвокатского статуса
27 февраля 2013 года Следственный комитет РФ сообщил о том, что в главном следственном управлении был допрошен Алексей Навальный по обстоятельствам получения им адвокатского статуса. В ходе расследования уголовного дела по фактам растраты имущества компании «Кировлес» у следствия «появились сомнения в законности получения адвокатского статуса» в 2009 году Алексеем Навальным, который на тот момент являлся советником губернатора Кировской области. Следствие пришло к выводу о том, что представленные Навальным в квалификационную комиссию Адвокатской палаты Кировской области сведения относительно наличия у него стажа работы по юридической специальности свыше двух лет, являются недостоверными.
Вместе с тем Алексей Навальный сообщил о том, что его вызвали на допрос к 12 часам, а опубликованный в 10 часов 40 минут пресс-релиз уже сообщает о его отказе давать показания. Официальный представитель СК Владимир Маркин заявил в своём твиттере о том, что допрос был проведён значительно раньше и теперь оппозиционер вызван для ознакомления с материалами уголовного дела. Однако до этого Маркин говорил о том, что допрос Навального проходил в среду.
27 февраля 2013 президент Адвокатской палаты Москвы Генри Резник сообщил, что совет проверит утверждение СКР о незаконном получении Навальным статуса адвоката. Для этого, однако, необходимо, чтобы СК передал материалы в управление юстиции, которое направит в палату представление о лишении статуса.
Президент адвокатской палаты Кировской области Марина Капырина сообщила, что Навальный представил все необходимые документы, которые были проверены на достоверность.

### Дело о клевете на Павла Карпова
17 мая 2016 года московским судом было возбуждено уголовное дело в отношении Алексея Навального по статье статьи 128.1 УК РФ («Клевета») в адрес бывшего полицейского Павла Карпова. По мнению суда, Навальный неоднократно публиковал в своём блоге порочащие честь и достоинство полицейского материалы, при этом сами материалы не были достоверными. В частности, речь идёт о четырёх интернет-видео, где Карпов обвинялся в совершении тяжких и особо тяжких преступлений, в том числе убийстве юриста Сергея Магнитского.
Суд постановил, что данные сведения оказались ложными. Сам Карпов участвовал в обысках и выемке печатей и учредительных документов в офисах фонда Hermitage Capital, после чего по этим документам были незаконно возмещены налоги на 5,4 млрд рублей. Адвокатом фонда в том деле выступал Сергей Магнитский, который впоследствии скончался в следственном изоляторе.

## Гражданские иски и дела

### О защите чести и достоинства

#### Иск от Владлена Степанова
18 апреля 2011 года Алексей Навальный в своём блоге опубликовал сообщение, в котором цитировались результаты расследования фонда Hermitage Capital Management о причастности предпринимателя Владлена Степанова к хищению денежных средств, а также было встроено видео, созданное на основе этого расследования. 29 июля Степанов подал на Навального в суд иск о защите чести, достоинства и деловой репутации и потребовал компенсации морального вреда в размере одного миллиона рублей. 17 октября 2011 года суд принял решение удовлетворить иск частично и взыскать с Навального 100 тысяч рублей, потребовав от него опубликования опровержения информации.

#### Иск от Константина Костина
В сентябре 2013 года Навальный опубликовал в своём блоге критическую информацию о Фонде развития гражданского общества и его руководителе Константине Костине, который подал иск о защите чести, достоинства и деловой репутации, ибо был назван «аферистом», а возглавляемый им фонд — «специализирующимся на всякой чернухе, подделках, фальсификациях». В феврале 2014 года Люблинский районный суд г. Москвы частично удовлетворил иск Костина, взыскав с Навального 100 тыс. руб. В мае 2014 года Мосгорсуд подтвердил это решение и повысил компенсацию в 5 раз. Навальный не согласился с решением суда, вступившем в законную силу: по его мнению, российские суды не увидели различия между утверждениями о фактах и оценочными суждениями. В конце июля на решение Люблинского суда Навальный пожаловался в Европейский суд по правам человека.

#### Иск от Сергея Неверова
В апреле 2014 года заместитель председателя Государственной думы РФ Сергей Неверов подал в суд иск к Навальному о защите чести и достоинства. 24 апреля Люблинский суд Москвы удовлетворил иск Неверова, признав сведения о якобы имеющейся у него незадекларированной собственности в подмосковном дачном кооперативе, которые Навальный опубликовал 27 ноября 2013 года, не соответствующими действительности. В июле Мосгорсуд подтвердил решение Люблинского суда, оно вступило в законную силу. Навальный оспорил это решение в ЕСПЧ.

#### Иск от Максима Ликсутова
В первой половине 2014 года Навальный в своём блоге опубликовал несколько статей, в которых обвинял главу Департамента транспорта Москвы Максима Ликсутова в конфликте интересов, владении активами через подставных лиц, и фиктивном разводе. В мае 2014 года вышла очередная публикация, где Алексей обвинил Ликсутова во владении акциями иностранной компании, не отражённых в его декларации. В связи с последней публикацией Ликсутов подал против Навального, Георгия Албурова и Фонда борьбы с коррупцией иск на сумму 3,5 миллиона. В августе 2018 суд признал Навального виновным и обязал его выплатить Максиму Ликсутову 600 тысяч рублей.

#### Иск от Дмитрия Саблина
В январе 2015 года Алексей Навальный в своём блоге обвинил сенатора и главу движения «Антимайдан» Дмитрия Саблина во владении незадекларированной недвижимостью. В ноябре 2015 года Дмитрий Саблин с супругой подали иск против Навального о защите чести и достоинства, с требованием возместить моральный ущерб в размере 5 млн рублей каждому. Поводом для иска стало однако не январское расследование ФБК, а пост Навального от 12 июня, где, в частности, он называл «Антимайдан» движением «в защиту имущества сенатора Саблина, полученного в результате взяток и махинаций, благодаря женитьбе на дочери губернатора, укравшего миллиарды из бюджета Московской области». Суд признал Алексея Навального виновным и обязал его выплатить Дмитрию Саблину 408 тысяч рублей.

#### Иск от партии «Яблоко»
Костромское отделение партии «Яблоко» подало иск против Алексея Навального на сумму 1 млн рублей за публикацию в его блоге, где он утверждает, что партия «Яблоко» в Костроме принадлежит местному олигарху, вышедшему из «Единой России». Впоследствии «Яблоко» отказалось от компенсации в размере 1 млн рублей, но суд тем не менее обязал Навального опровергнуть свою публикацию в блоге, а также возместить истцам судебные расходы в размере 36 тысяч рублей.

#### Иск от ООО «Московский школьник»
В феврале 2019 года ФБК опубликовал расследование, в котором сообщалось, что в декабре 2018 года в детских садах и школах Москвы произошло массовое пищевое отравление детей. ФБК обвинил в этом ООО «Комбинат питания „Конкорд“», ООО «Московский школьник» и ООО ВИТО-1, которые связал между собой и с Евгением Пригожиным. Впоследствии московские школы № 760 и № 1554 добились взыскания штрафов с «Московского школьника» из-за поставок некачественной еды.
В апреле 2019 года «Московский школьник» подал иск к ФБК, Навальному, юристу ФБК Любови Соболь, занимавшейся расследованием, и своей бывшей сотруднице Наталье Шиловой, участвовавшей в расследовании. Пищевой комбинат требовал «признать не соответствующими действительности и опровергнуть сведения», опубликованные в расследовании, и взыскать с ответчиков компенсацию в размере 1,5 млрд руб. как возмещение упущенной выгоды и вреда профессиональной репутации.
В октябре 2019 года Арбитражный суд Москвы обязал Навального удалить с YouTube-канала видеоролик о некачественной продукции пищевого комбината «Московский школьник» и опровергнуть сведения о компании, порочащие профессиональную репутацию, а также выплатить 29,2 млн руб. в качестве компенсации. Такую же сумму суд обязал выплатить Любовь Соболь и ФБК. Апелляционный суд оставил это решение в силе.
В июле 2020 года Навальный заявил, что не видит смысла собирать деньги на уплату «огромной суммы», ему и Соболь «до конца путинской власти» «придётся жить с заблокированными счетами и приставами, изымающими любое их имущество в пользу повара Путина», а ФБК перейдёт на другое юридическое лицо. В тот же день пресс-служба компании «Конкорд» Евгения Пригожина сообщила о поручении Пригожина перевести миллион рублей с его личного счёта на счёт Фонда защиты прав граждан, который собирает пожертвования для ФБК, «в качестве пожертвования для попавшего в беду блогера», а также о предложении Навальному продать ему все права на фильмы ФБК и его страницы в соцсетях в обмен на погашение долга перед «Московским школьником». Фонд вернул миллион Пригожину, а на предложение Навальный не ответил. В августе 2020 года «Московский школьник» уступил Пригожину право требования компенсаций. Пригожин заявил, что намерен «раздеть и разуть» своих должников.
27 августа 2020 судебные приставы наложили арест на счета Навального и запрет на регистрационные действия на его долю в квартире в Марьино.
Позже юристы «Конкорда» подали иск, в котором заявили, что твит Навального о переводе ему миллиона рублей был клеветой. 5 марта 2021 года Люблинский суд Москвы частично удовлетворил этот иск, постановив взыскать с Навального в пользу Пригожина 500 тыс. руб. в качестве компенсации морального вреда. 6 июля Московский городской суд в ходе апелляции оставил данное решение в силе.

### Другие

#### Дело фирмы ООО «МПК»
18 апреля 2013 года главное следственное управление СКР возбудило уголовное дело в отношении Олега Навального и его брата Алексея по факту мошенничества на основании заявления гендиректора ООО «Многопрофильная процессинговая компания» (МПК).
По мнению следствия, братьями на Кипре была создана компания Alortag Management Limited, выступившая учредителем ООО «Главное подписное агентство» (ГПА). В 2008 году Олег Навальный, действуя в сговоре со своим братом, убедил представителей ООО расторгнуть договоры с прямыми контрагентами на оказание услуг по печати счетов-извещений, а также на доставку терминального оборудования до региональных управлений федеральной почтовой связи.
С ГПА по мнению следователей МПК была вынуждена заключить «заведомо невыгодный договор по значительно завышенным ценам» на общую сумму 9 млн руб, и в итоге ей был причинён ущерб в размере не менее 3,8 млн руб. Эти деньги были перечислены на счета ГПА, а затем, как полагает следствие, похищены братьями Навальными.
Данное уголовное дело было соединено в одном производстве с уголовным делом по обвинению братьев Навальных в мошенничестве в отношении компании «Ив Роше Восток».
Как заявил Алексей Навальный, с его братом Олегом Навальным ранее связывались сотрудники МПК, которые рассказывали, что следователи проводят у них выемки и «настоятельно советуют написать заявление».
21 апреля 2014 года, в блоге политика, ведомом сотрудниками Фонда борьбы с коррупцией из-за его нахождения под домашним арестом, были представлены копии материалов уголовного дела о хищении средств фирмы «Ив Роше», свидетельствующие об отсутствии ущерба для «Ив Роше». Уполномоченный представитель этой кампании в ходатайстве следствию в феврале 2013 года отмечает, что при работе с компанией братьев Навальных цены в контрактах на перевозку были среднерыночными или ниже (от 4 % до 15 %), в «Ив Роше» сообщили об отсутствии какого-либо ущерба или упущенной выгоды при заключении этих контрактов. В обращении также указано, что предположение о возможном ущербе возникло у генерального директора «Ив Роше Восток» Бруно Лепру только после допросов сотрудников компании в рамках уголовного дела и выемки документов.
Навальный обратился к главе СК Александру Бастрыкину с просьбой привлечь к ответственности следователей, которые завели уголовное дело в отношении заведомо невиновных лиц. Политик также отметил, что в материалах уголовного дела не содержится опровержения приведённых им данных об отсутствии ущерба для фирмы «Ив Роше».
В декабре 2015 года Алексей Навальный выплатил штрафы по иску «Многопрофильной процессинговой компании» и, по его словам, исполнительное производство в его отношении прекращено.

#### Блокировки интернет-ресурсов Навального

##### Блокировка и разблокировка страницы в «Живом журнале»
В решении суда о помещении под домашний арест А. Навальному был также запрещён доступ в сеть Интернет. Несмотря на это, в блоге политика в «Живом журнале» продолжали появляться новые записи, но уже за подписью его жены и сотрудников Фонда борьбы с коррупцией. 13 марта 2014 года решением Роскомнадзора по предписанию Генеральной прокуратуры была заблокирована страница Навального в «Живом журнале». Причиной блокировки было названо нарушение «положения судебного решения об избрании меры пресечения гражданину, в отношении которого возбуждено уголовное дело». Позже Генпрокуратура разъяснила, что страницу заблокировали за призывы к массовым беспорядкам.
Также по требованию Роскомнадзора был заблокирован доступ к копии блога А. Навального (включая и его записи, опубликованные до ареста) размещённой на сайте радиостанции Эхо Москвы.
9 апреля 2014 года был открыт новый блог А. Навального без старых постов в отдельном домене navalny.com. 11 апреля Люблинский суд Москвы признал законной блокировку блога Навального, однако 22 июля Мосгорсуд обязал Роскомнадзор и Генпрокуратуру РФ предоставить экстремистские материалы, из-за которых заблокировали блог оппозиционера. 28 июля Мосгорсуд таки признал законным решение о блокировке блога, которая произошла из-за записей «Кремлешушера щёчки надула» и «Антимайдановцам: не пытайтесь быть святее Папы Римского», посвящённых украинскому Евромайдану и оглашению приговора по «Болотному делу». Претензия Генеральной прокуратуры к этим записям обусловлена наличием в них информации о не согласованной акции протеста у Замоскворецкого суда, которая проходила 21 и 24 февраля 2014 года. Генеральная прокуратура посчитала, что автор блога призывал к участию в этой акции. При этом представительница Роскомнадзора Мария Смелянская сообщила о том, что в настоящее время блокировку блога Навального проводит сам ЖЖ, так как тот исключён из реестра запрещённых сайтов. Данное заявление представителя Роскомнадзора следует понимать как то, что блокировку осуществляют не только государственные организации, но и сам ЖЖ. Ведь ни один из государственных органов не заявил о возможности завершения блокировки. Записи, вызывающие претензии Генеральной прокуратуры, были удалены из блога в августе 2014 года, однако блокировка блога осуществлялась ещё длительное время.
11 ноября 2015 года Навальный сообщил о разблокировке блога. Разблокировка блога была достигнута путём удаления из публичного доступа всего контента блога и затем постепенным добавлением в публичный доступ удалённого контента. Помимо юристов самого Навального, разблокировкой блога Навального занималась незарегистрированная Пиратская партия России и семья Горбуновых из города Анапа Краснодарского края. Заявления, поданные адвокатами Навального и адвокатами семьи Горбуновых в Европейский суд по правам человека, ещё не рассматривались. Адвокаты Навального заявляют о нарушении права на распространение информации. Адвокаты семьи Горбуновых заявляют о нарушении права на получение информации. Вопрос, стоящий перед ЕСПЧ в связи с запретом блога Навального, по существу совпадает с вопросами, возникающими в связи с запретом Российского телевидения, на территории государств, не поддержавших Россию по вопросу Украинского кризиса. В связи с чем решение ЕСПЧ по заявлениям Навального и Горбуновых может быть использовано для возобновления вещания Российского телевидения там, где оно было запрещено.

##### Блокировка сайта navalny.com
8 февраля 2018 года Фонд борьбы с коррупцией выпустил расследование о коррупционной деятельности Сергея Приходько, опубликовав видео, в котором Алексей Навальный обвинил чиновника в трёхдневном отдыхе в Норвегии на яхте олигарха Олега Дерипаски, назвав это скрытой формой коррупции. В фильме использовались материалы из Instagram Анастасии Вашукевич, известной как Настя Рыбка. 9 февраля Дерипаска подал в суд на Настю Рыбку и Алекса Лесли (Александра Кириллова) за публикацию материалов о его частной жизни без разрешения, суд в качестве обеспечительных мер постановил полностью заблокировать сайт Навального, если тот в трёхдневный срок не удалит проблемные материалы.
По истечении этого срока Роскомнадзор начал блокировку сайта navalny.com, в результате чего он стал частично не доступен. Также было открыто зеркало сайта в домене fuckrkn.org (example.fuckrkn.org).
Позже Алексей Навальный всё же удалил расследование об Олеге Дерипаске со своего блога, navalny.com был исключён из реестра запрещённых сайтов.
30 июля 2021 года Роскомнадзор потребовал заблокировать YouTube-канал «Навальный Live».

## Встречные иски Навального в ЕСПЧ
В свою очередь Алексей и Олег Навальные с 2015 по 2018 года инициировали ряд судебных процессов против Российской Федерации в Европейском суде по правам человека, получивших общее название Дело «Навальный против России».
15 ноября 2018 года ЕСПЧ признал задержания и аресты Навального в 2012 и 2014 годах политически мотивированными.